# روبرت هوبر (مجدف)
روبرت هوبر (بالألمانية: Robert Huber)‏ هو مجدف ألماني، ولد في 10 نوفمبر 1906 في أوفنباخ أم ماين في ألمانيا، وتوفي في 18 أغسطس 1942 في روسيا.

## وصلات خارجية
- روبرت هوبر على موقع الاتحاد الدولي للتجديف (الإنجليزية)
- روبرت هوبر على موقع اللجنة الأولمبية الدولية (الإنجليزية)
- روبرت هوبر على موقع أوليمبيديا (الإنجليزية)